# Lewis Baltz

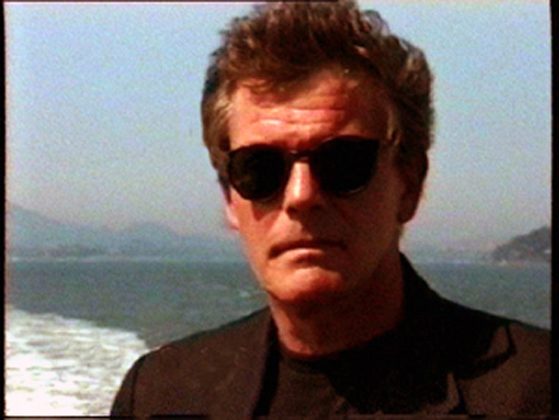
Lewis Baltz v roce 1999

Lewis Baltz (12. září 1945 Newport Beach – 22. listopadu 2014 Paříž) byl vizuální umělec a fotograf, který se stal důležitou postavou hnutí New Topographics na konci 70. let 20. století. Jeho práce byly publikovány v řadě knih, prezentovány na mnoha výstavách a objevily se v muzeích, jako je Muzeum moderního umění města Paříže, Muzeum současného umění v Helsinkách, Sanfranciské muzeum moderního umění a Muzeum amerického umění Whitneyové, New York.  Psal do mnoha časopisů a pravidelně přispíval do L'Architecture d'Aujourd'hui.

## Životopis
Baltz se narodil v Newport Beach v Kalifornii a v roce 1969 vystudoval s titulem BFA ve výtvarném umění na San Francisco Art Institute a získal titul Master of Fine Arts na Claremont Graduate School. Získal několik stipendií a ocenění včetně stipendia od National Endowment For the Arts (1973, 1977), John Simon Guggenheim Memorial Fellowship (1977), US-UK Bicentennial Exchange Fellowship (1980) a Charles Brett Memorial Award ( 1991). V roce 2002 se Baltz stal profesorem fotografie na European Graduate School v Saas-Fee ve Švýcarsku. Své poslední roky prožil mezi Paříží a Benátkami.
Jeho tvorba je zaměřena na hledání krásy v opuštěnosti a zkáze. Baltzovy snímky popisují architekturu lidské krajiny: kanceláře, továrny a parkoviště. Jeho obrazy jsou odrazem kontroly, moci a ovlivnění lidskými bytostmi. Jeho minimalistické fotografie v trilogii Ronde de Nuit, Docile Bodies a Politics of Bacteria zobrazují prázdnotu toho druhého.  V roce 1974 zachytil anonymitu a vztahy mezi obydlením, osídlením a anonymitou v The New Industrial Parks near Irvine, California (1974).
Baltz se přestěhoval do Evropy na konci 80. let a začal používat velké barevné tisky. Vydal několik knih své práce, včetně Geschichten von Verlangen und Macht, se Slavicou Perkovicem (Scalo, 1986). Jiné fotografické série, včetně Sites of Technology (1989–92), zobrazují klinické, nedotčené interiéry hi-tech průmyslových odvětví a vládních výzkumných center, především ve Francii a Japonsku.
Jeho knihy a výstavy, jeho „topografická práce“, jako The New Industrial Parks, Nevada, San Quentin Point, Candlestick Point (84 fotografií dokumentujících veřejný prostor poblíž Candlestick Park, zničený přírodními sutinami a lidskými zásahy), odhalují krize technologie a definují jak objektivitu, tak roli umělce ve fotografiích.  
V roce 1995 byla povídka Smrti v Newportu vydána jako kniha a CD-ROM. Baltz také produkoval řadu video děl.
Baltz zemřel 22. listopadu 2014 ve věku 69 let po dlouhé nemoci. 

## Publikace
- Landscape: Theory, Lewis Baltz, Harry Callahan, Eliot Porter, Carol Digrappa and Robert Adams, 1980 ISBN 0-912810-27-0
- The New Industrial Parks Near Irvine, California, Lewis Baltz and Adam Weinburg, 2001 ISBN 0-9630785-6-9
- The Tract Houses: Die Siedlungshauser (English and German Edition), Lewis Baltz, 2005 ISBN 0-9703860-4-4
- The Prototype Works, Lewis Baltz, 2010 ISBN 3-86521-763-X
- Mario Pfeifer: Reconsidering The new Industrial Parks near Irvine, California by Lewis Baltz, 1974, Lewis Baltz, Mario Pfeifer, Vanessa Joan Mueller, 2011 ISBN 1-934105-29-5
- Lewis Baltz: Candlestick Point, Lewis Baltz, 2011 ISBN 3-86930-109-0
- Lewis Baltz: Rule Without Exception / Only Exceptions, Lewis Baltz, 2012 ISBN 3-86930-110-4
- Lewis Baltz: Texts., Lewis Baltz, 2012 ISBN 3-86930-436-7
- Lewis Baltz, Lewis Baltz, 2017 ISBN 3-95829-279-8